# Adolfine Treiber
Adolfine Therese Treiber (* 1938 in Absdorf in Niederösterreich) ist eine österreichische Lehrerin, Historikerin und Schriftleiterin.

## Leben
Treiber besuchte das Institut der Englischen Fräulein in Krems an der Donau und ließ sich zur Lehrerin ausbilden. Neben dem Schuldienst an diversen Schulen in Niederösterreich und zuletzt bei den Englischen Fräulein in Krems nahm sie an der Universität Wien das Studium der Geschichte auf und promovierte im Jahr 1971. Im Jahr 1973 wurde sie zusammen mit Emmeram H. Ritter von Bischof Rudolf Graber mit der Schriftleitung der marianischen Zeitschrift Bote von Fatima betraut. Auch nach der Beendigung dieser Tätigkeit 1998 blieb sie mit der Redaktion verbunden und war weiterhin redaktionell tätig.
Ihr besonderes Engagement galt jedoch dem Marienlexikon, wo sie wichtige Impulse gab, die vorhandenen Materialien des 1949 als „Lexikon der Marienkunde“ begonnenen und mehrmals unterbrochenen Projektes für die Umsetzung des Lexikons zu nutzen. Von 1983 bis 1995 unterstützte sie die mit umfangreicher Korrespondenz verbundene Koordination für das Marienlexikon.

## Veröffentlichungen
- 750 Jahre St.-Katharinen-Spital Regensburg. Herausgegeben von der St.-Katharinenspital-Verwaltung, Regensburg 1976.
- Maria im Bistum Regensburg. Echo-Buchverlag, Kehl 2000, ISBN 3-927095-51-6.
- mit Erika Fritzer, Christine Rassmann: 300 Jahre Englische Fräulein in Österreich. Wegbereiterinnen moderner Frauenbildung. E. Fritzer Lienz 2005, ISBN 978-3-200-00336-1.
- mit Hermann Reidel: Marienbilder des Malers Erwin Schöppl (1904–1980). Verlag Schnell und Steiner, Regensburg 2021, ISBN 978-3-7954-3682-7.